# Meridian (Texas)
Meridian é uma cidade localizada no estado norte-americano de Texas, no Condado de Bosque.

## Demografia
Segundo o censo norte-americano de 2000, a sua população era de 1491 habitantes.
Em 2006, foi estimada uma população de 1508, um aumento de 17 (1.1%).

## Geografia
De acordo com o United States Census Bureau tem uma área de
5,6 km², dos quais 5,6 km² cobertos por terra e 0,0 km² cobertos por água. Meridian localiza-se a aproximadamente 232 m acima do nível do mar.

## Localidades na vizinhança
O diagrama seguinte representa as localidades num raio de 24 km ao redor de Meridian.